# Sorești
Sorești – wieś w Rumunii, w okręgu Buzău, w gminie Blăjani. W 2011 roku liczyła 321 mieszkańców.